# Interpolation (musique)
Pour les articles homonymes, voir Interpolation.
Une interpolation, en musique, est le passage d'un état à un autre état, avec des étapes. L'interpolation peut être rythmique, mélodique ou harmonique.
L'exemple ci-dessous présente le détail d'une interpolation entre deux accords.

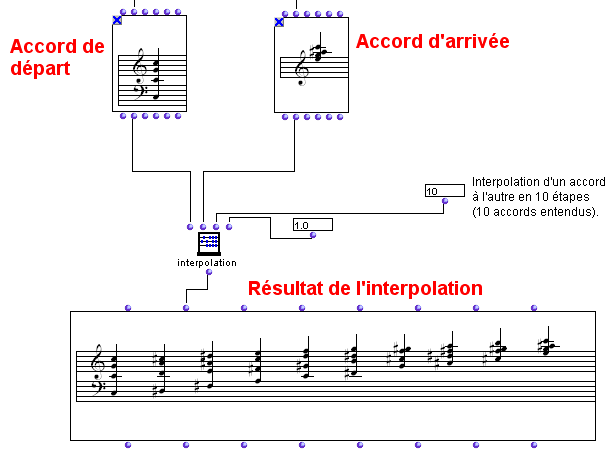
Interpolation de deux accords effectuée en 10 étapes, réalisée par le logiciel OpenMusic